# کارل اریک آسپلوند
کارل اریک آسپلوند (انگلیسی: Carl-Erik Asplund؛ ۱۴ سپتامبر ۱۹۲۳ - ۸ ژانویهٔ ۲۰۲۴) اسکیت‌باز سرعت اهل سوئد بود.